# أوليميات
أوليميات (الاسم العلمي: Eulimidae) هي فصيلة، في رتبة شريطيات اللسان الحديثة.

## أصنوفات
الأصنوفات الأدنى لهذا الكائن:
- كود سباركل
- تحديث القائمة

جنس:خبسقة 
اسم علمي: Scalenostoma

جنس:Acrochalix 
اسم علمي: Acrochalix

جنس:Amamibalcis 
اسم علمي: Amamibalcis

جنس:Annulobalcis 
اسم علمي: Annulobalcis

جنس:Apicalia 
اسم علمي: Apicalia

جنس:Arcuella 
اسم علمي: Arcuella

جنس:Asterolamia 
اسم علمي: Asterolamia

جنس:Asterophila 
اسم علمي: Asterophila

جنس:Athleenia 
اسم علمي: Athleenia

جنس:Auriculigerina 
اسم علمي: Auriculigerina

جنس:Bacula 
اسم علمي: Bacula

جنس:Balcis 
اسم علمي: Balcis

جنس:Batheulima 
اسم علمي: Batheulima

جنس:Bathycrinicola 
اسم علمي: Bathycrinicola

جنس:Bonellia 
اسم علمي: Bonellia

جنس:Bulimeulima 
اسم علمي: Bulimeulima

جنس:Campylorhaphion 
اسم علمي: Campylorhaphion

جنس:Chileutomia 
اسم علمي: Chileutomia

جنس:Clypeastericola 
اسم علمي: Clypeastericola

جنس:Coenaculum 
اسم علمي: Coenaculum

جنس:Concavibalcis 
اسم علمي: Concavibalcis

جنس:Costaclis 
اسم علمي: Costaclis

جنس:Crinolamia 
اسم علمي: Crinolamia

جنس:Crinophtheiros 
اسم علمي: Crinophtheiros

جنس:Curveulima 
اسم علمي: Curveulima

جنس:Cuspeulima 
اسم علمي: Cuspeulima

جنس:Cythnia 
اسم علمي: Cythnia

جنس:Diacolax 
اسم علمي: Diacolax

جنس:Echineulima 
اسم علمي: Echineulima

جنس:Echinothuricola 
اسم علمي: Echinothuricola

جنس:Echiuroidicola 
اسم علمي: Echiuroidicola

جنس:Enteroxenos 
اسم علمي: Enteroxenos

جنس:Entocolax 
اسم علمي: Entocolax

جنس:Entoconcha 
اسم علمي: Entoconcha

جنس:Ersilia 
اسم علمي: Ersilia

جنس:Eulima 
اسم علمي: Eulima

جنس:Eulimetta 
اسم علمي: Eulimetta

جنس:Eulimostraca 
اسم علمي: Eulimostraca

جنس:Eulitoma 
اسم علمي: Eulitoma

جنس:Fuscapex 
اسم علمي: Fuscapex

جنس:Fusceulima 
اسم علمي: Fusceulima

جنس:Gasterosiphon 
اسم علمي: Gasterosiphon

جنس:Goodingia 
اسم علمي: Goodingia

جنس:Goriella 
اسم علمي: Goriella

جنس:Goubinia 
اسم علمي: Goubinia

جنس:Haliella 
اسم علمي: Haliella

جنس:Halielloides 
اسم علمي: Halielloides

جنس:Hebeulima 
اسم علمي: Hebeulima

جنس:Hemiaclis 
اسم علمي: Hemiaclis

جنس:Hemiliostraca 
اسم علمي: Hemiliostraca

جنس:Hoenselaaria 
اسم علمي: Hoenselaaria

جنس:Hoplopteron 
اسم علمي: Hoplopteron

جنس:Hoplopteropsis 
اسم علمي: Hoplopteropsis

جنس:Hypermastus 
اسم علمي: Hypermastus

جنس:Kiramodulus 
اسم علمي: Kiramodulus

جنس:Leiostraca 
اسم علمي: Leiostraca

جنس:Lentigobalcis 
اسم علمي: Lentigobalcis

جنس:Leutzenia 
اسم علمي: Leutzenia

جنس:Margineulima 
اسم علمي: Margineulima

جنس:Megadenus 
اسم علمي: Megadenus

جنس:Melanella 
اسم علمي: Melanella

جنس:Menon 
اسم علمي: Menon

جنس:Microeulima 
اسم علمي: Microeulima

جنس:Molpadicola 
اسم علمي: Molpadicola

جنس:Monogamus 
اسم علمي: Monogamus

جنس:Mucronalia 
اسم علمي: Mucronalia

جنس:Nanobalcis 
اسم علمي: Nanobalcis

جنس:Niso 
اسم علمي: Niso

جنس:Oceanida 
اسم علمي: Oceanida

جنس:Ophieulima 
اسم علمي: Ophieulima

جنس:Ophioarachnicola 
اسم علمي: Ophioarachnicola

جنس:Ophiolamia 
اسم علمي: Ophiolamia

جنس:Paedophoropus 
اسم علمي: Paedophoropus

جنس:Palisadia 
اسم علمي: Palisadia

جنس:Paramegadenus 
اسم علمي: Paramegadenus

جنس:Parastilbe 
اسم علمي: Parastilbe

جنس:Parvioris 
اسم علمي: Parvioris

جنس:Peasistilifer 
اسم علمي: Peasistilifer

جنس:Pelseneeria 
اسم علمي: Pelseneeria

جنس:Pictobalcis 
اسم علمي: Pictobalcis

جنس:Pisolamia 
اسم علمي: Pisolamia

جنس:Polygireulima 
اسم علمي: Polygireulima

جنس:Prostilifer 
اسم علمي: Prostilifer

جنس:Pseudomucronalia 
اسم علمي: Pseudomucronalia

جنس:Pseudosabinella 
اسم علمي: Pseudosabinella

جنس:Pulicicochlea 
اسم علمي: Pulicicochlea

جنس:Punctifera 
اسم علمي: Punctifera

جنس:Pyramidelloides 
اسم علمي: Pyramidelloides

جنس:Rectilabrum 
اسم علمي: Rectilabrum

جنس:Robillardia 
اسم علمي: Robillardia

جنس:Sabinella 
اسم علمي: Sabinella

جنس:Scalaribalcis 
اسم علمي: Scalaribalcis

جنس:Selma 
اسم علمي: Selma

جنس:Severnsia 
اسم علمي: Severnsia

جنس:Sticteulima 
اسم علمي: Sticteulima

جنس:Stilapex 
اسم علمي: Stilapex

جنس:Stilifer 
اسم علمي: Stilifer

جنس:Strombiformis 
اسم علمي: Strombiformis

جنس:Stylifer 
اسم علمي: Stylifer

جنس:Subniso 
اسم علمي: Subniso

جنس:Teretianax 
اسم علمي: Teretianax

جنس:Teretinax 
اسم علمي: Teretinax

جنس:Thaleia 
اسم علمي: Thaleia

جنس:Thyca 
اسم علمي: Thyca

جنس:Thyonicola 
اسم علمي: Thyonicola

جنس:Trochostilifer 
اسم علمي: Trochostilifer

جنس:Tropiometricola 
اسم علمي: Tropiometricola

جنس:Turveria 
اسم علمي: Turveria

جنس:Umbilibalcis 
اسم علمي: Umbilibalcis

جنس:Venustilifer 
اسم علمي: Venustilifer

جنس:Vitreobalcis 
اسم علمي: Vitreobalcis

جنس:Vitreolina 
اسم علمي: Vitreolina